# Mori, Trento
Mori är en ort och kommun i provinsen Trento i regionen Trentino-Sydtyrolen i Italien. Kommunen hade 9 942 invånare (2018).